# Les Rodanes
Les Rodanes són una sèrie de turons cretàcics en forma de ferradura que s'eleven al bell mig del pla de Quart, al terme municipal de Vilamarxant (Camp de Túria, País Valencià), vertebrada pel barranc de la Monxolina que hi té la capçalera i centrada en el paratge natural de la bassa de Barreta. Al vessant oriental, fita amb la vall de Porxinos (Riba-roja de Túria).
Aplega a la seua màxima altura al cim de la Rodana o Rodana Gran, amb 345 m. A l'est, hi ha la Rodana del Pic (321 m). Pel sud, queden connectades per la lloma els Cavallons. Altres cims s'apleguen a l'entorn d'aquests dos: la Rodaneta Blanca al nord, la Rodana de l'Or al sud i la Rodaneta Parda també dita Rodana Terrosa a l'oest.
Les Rodanes han estat protegides amb la figura de Paratge Natural Municipal per acord de la Generalitat Valenciana el 8 de febrer de 2002.
Inclou, a més, un elevat valor de posició en constituir la massa vegetal millor conservada en l'entorn metropolità de València, raó per la qual ha sigut inclosa en el Parc Natural del Túria.

## Punts d'interès
La bassa de Barreta és un antic abeurador d'animals, on tradicionalment els vilamarxanters celebren un àpat campestre el tercer dia de Nadal; es va restaurar el 2005 com a zona humida. A prop hi ha el corral de Barreta, ara alberg municipal amb centre didàctic, i un arborètum de flora mediterrània. A la façana nord del massís, als tossals del Clau i la Ferradura, hi ha trinxeres de la Guerra Civil Espanyola. Hi ha un jaciment paleontològic a la cova del Llentiscle.
El sender de petit recorregut PR-CV-175, amb diverses variants, recorre tot el paratge. El sender PR-CV-283 el travessa de bell mig. També compta amb una senda adaptada per persones amb mobilitat reduïda d'un quilòmetre de longitud.
A la veïna vall de Porxinos, hi ha el mas de Porxinos, considerat d'interès arquitectònic, i uns pins monumentals. A l'extrem occidental del paratge i al sud de la Rodana Parda, hi ha l'àrea recreativa de la Pedrera del Rei.

## Litologia
El paratge atresora un valor natural tan elevat, que pot ser catalogat com una singularitat litològica, pel fet de presentar litologies silícies de gres del Triàsic de la fàcies del Bundsanstein, conegudes com a gres roig o vermellós (col·loquialment i en castellà rodeno), i que tant escassegen a la resta del País Valencià, on predominen les calcàries i dolomies cretàciques i juràssiques. A més, les Rodanes presenta una desenvolupada geomorfologia hipogea, constituïda per 11 coves i simes.

## Vegetació i flora
La pràctica totalitat de les muntanyes del parc és coberta de pi blanc adult i sotabosc de coscolla i llentiscle. A l'entorn de la vall de Monxolina, hi ha una sèrie discontínua de camps de conreu i casetes. El 2012 els pins de la Rodana del Pic van quedar afectats per un incendi. Va ser l'origen d'una plaga de Tomicus sp, el 2014, que s'estengué a la resta de les Rodanes i a les pinades veïnes de la Vallesa i el Palmerar de Pedralba. Posteriorment es va talar i retirar diversos arbres morts per la plaga.
La presència de gres roig origina, juntament amb els distints factors ambientals que s'hi desenvolupen, sòls característics que sustenten un nombre elevat d'espècies vegetals. S'han comptat entre 170 i 200 taxons distribuïts entre les diferents associacions vegetals que estan presents a les Rodanes. Cal destacar la vegetació característica de sòls pobres en bases que es desenvolupen sobre els gresos i argil·lites del Bundsanstein, i que estan dominades per formacions d'estepa negra i estepa borrera.

## Fauna
De la fauna de les Rodanes destaca el grup de les aus, amb vora unes 50 espècies presents, i el dels mamífers, amb 15. Entre les aus podem esmentar l'aligot, el xoriguer comú, l'òliba comuna, el xot eurasiàtic i el mussol comú. Dels mamífers cal destacar la mostela, la rabosa i el porc senglar.

## Accessos
Les Rodanes tenen una sèrie d'accessos tot al seu voltant. Els principals en són el de la vall de Porxinos, partint de la carretera entre Riba-roja i Vilamarxant en direcció sud i el del cementeri de Vilamarxant, tots dos al nord; el de la urbanització vilamarxantera Mont Forquera, des de l'oest; i des de Xest, al sud.